# 阿爾巴納峰
46°28′52″N 9°46′25″E / 46.48111°N 9.77361°E

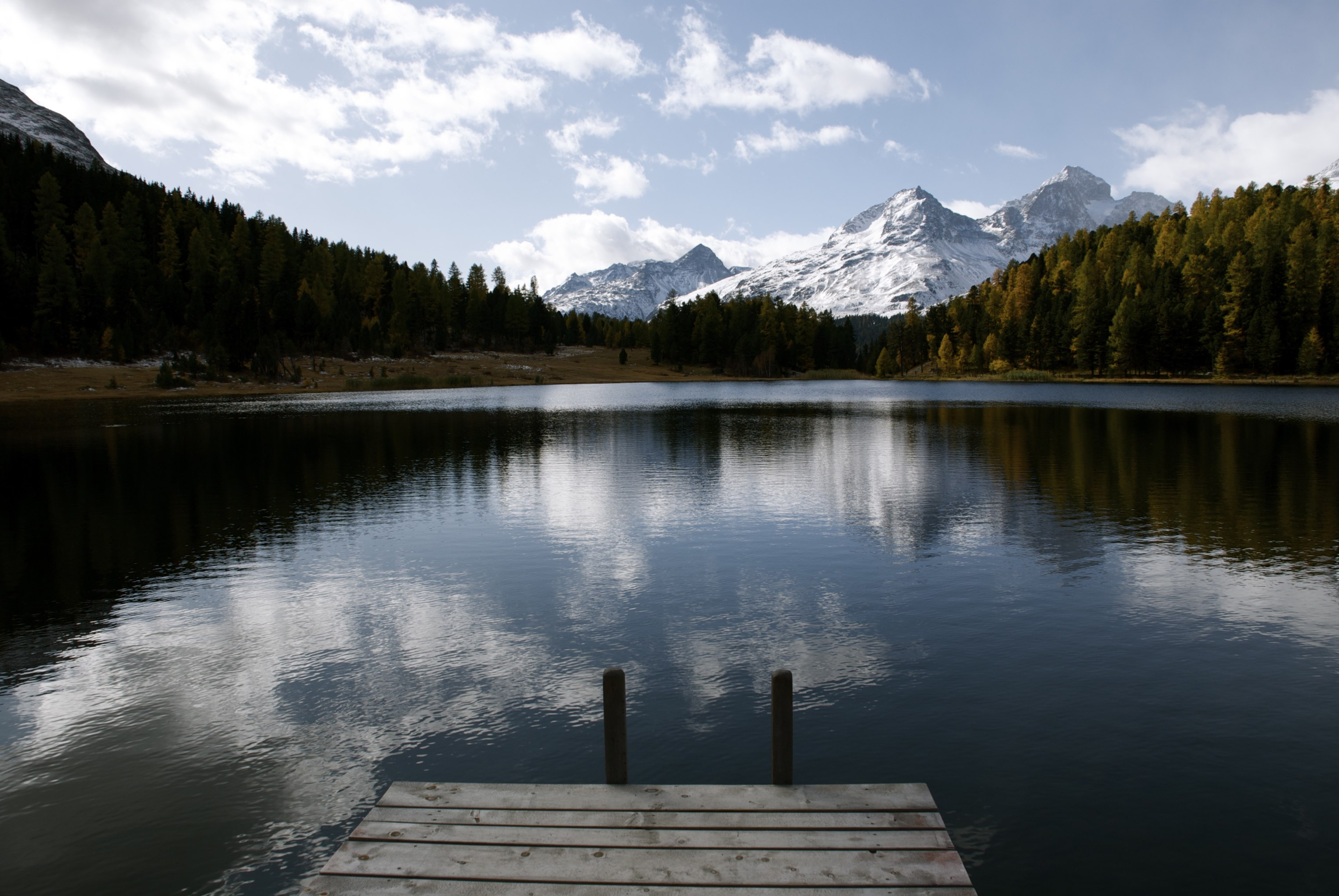

阿爾巴納峰（Piz Albana），是瑞士的山峰，位於該國東南部，由格勞賓登州負責管轄，屬於阿爾布拉山脈的一部分，海拔高度3,100米，每年平均降雨量1,693毫米。